# Senhora do Porto
Senhora do Porto là một đô thị thuộc bang Minas Gerais, Brasil. Đô thị này có diện tích 382,256 km², dân số năm 2007 là 3517 người, mật độ 8,9 người/km².